# محمية تشينا مويرتا الوطنية
محمية الصين مويرتا الوطنية هي محمية وطنية في منطقة لا أراوكانيا في تشيلي. أُنشئت في 28 يونيو 1968 بموجب المرسوم الأعلى رقم 330 لوزارة الزراعة.